# Mucenici
Els mucenici són unes postres romaneses que es preparen el 9 de març, amb motiu de la festivitat dels Quaranta Màrtirs de Sebaste (mucenici vol dir màrtirs en romanès). La data coincideix amb l'inici de l'any agrícola tradicional romanès.
El plat es tracta d'una pasta feta de farina i cuinada amb aigua i sucre. Es pot servir amb mel, nous o canyella.
A Moldàvia, on rep el nom de Sfințișori, la pasta pot adoptar la figura de nombres vuit, fins i tot estilitzada en forma humana (en record dels màrtirs). A diferència d'altres variants, es cou al forn.